# US Indoor Open 1976
Lo US Indoor Open 1976 è stato un torneo giocato sul sintetico indoor del Racquet Club of Memphis a Memphis nel Tennessee. È stata la 2ª edizione del Torneo di Memphis, facente parte del World Championship Tennis 1976.

## Campioni

### Singolare maschile
Vijay Amritraj ha battuto in finale  Stan Smith con il punteggio di 6–2, 0–6, 6–0

### Doppio maschile
Vijay Amritraj /  Anand Amritraj hanno battuto in finale  Marty Riessen /  Roscoe Tanner con il punteggio di 6–3, 6–4